# Dorniger Stachelbart
Der Dornige Stachelbart (Hericium cirrhatum, Syn.: Creolophus cirrhatus) ist eine Pilzart aus der Familie der Stachelbartverwandten.

## Merkmale
Der Fruchtkörper besteht aus hutartigen, flachen und ungestielten Elementen, die büschelartig zusammengewachsen sind. Die Einzelhüte sind 50 bis 150 Millimeter breit und jung cremeweißlich, später gelblich bis gelbbräunlich gefärbt. Sie sind meist unregelmäßig gelappt und oft verbogen oder verdreht. Ihre Oberseite ist mit dornartigen kurzen Stacheln besetzt, die keiner bestimmten Richtung folgen. Die dichtstehenden Stacheln an der Unterseite der Hüte mit der sporentragenden Fruchtschicht sind hingegen senkrecht angeordnet. Das weißliche, beim jungen Fruchtkörper mürbe Fleisch gilbt und wird im Alter etwas zäh. Das Sporenpulver des Dornigen Stachelbartes ist weiß.
Die Sporen sind breit ellipsoid bis fast kugelig, glatt, amyloid und messen 3 bis 4 × 2,5 bis 3,5 Mikrometer. Sie besitzen keinen Keimporus.

## Artabgrenzung
Von den anderen Arten seiner Gattung unterscheidet sich der Dornige Stachelbart durch die hutförmigen Fruchtkörper. Der Igel-Stachelbart bildet keine Hüte, sondern dichte Büschel hängender Stacheln an einem gemeinsamen Strunk aus.
Ähnlichkeit besitzen auch Arten der Gattung Climacodon. Die Fruchtkörper sind flacher mit sehr dicht stehenden Stacheln. Ihre Oberseite ist rau oder behaart, jedoch nicht stachelig. Sie besitzen einen regelmäßigeren, besonders im Jungstadium abgerundeten Hutrand. Vor allem beim Nördlichen Stachelseitling (Climacodon septentrionalis) sind die Hüte oft dicht fächerförmig übereinander angeordnet.
Ähnlich kann auch der Breitstachelige Schwammporling (Spongiporus pachyodon) aussehen. Er wächst relativ resupinat und hat kleinere Hütchen, deren Oberfläche nicht stachelig, sondern filzig-faserig ist. Sein Fleisch ist nicht brüchig, sondern biegsam zäh.

## Ökologie und Phänologie
Der Dornige Stachelbart wächst von August bis November auf dem morschen Holz abgestorbener Laubbäume. Er kommt auf Rotbuchen, Birken und Eichen vor. Der saprophytisch lebende Pilz erzeugt an seinem Substrat Weißfäule.

## Bedeutung
Der Dornige Stachelbart ist jung essbar. Aufgrund ihrer Seltenheit (Rote Liste G3) sollte die Art geschont werden.